# Folie de la Gibraye
La folie de la Gibraye est un château situé à Saint-Sébastien-sur-Loire, en France.

## Localisation
Le château est situé sur la commune de Saint-Sébastien-sur-Loire, dans le département de la Loire-Atlantique.

## Description
Le bâtiment mesure 44 mètres de long sur 8 mètres de large ; il est situé au sein d'un parc d'une superficie d'1,3 hectare.

## Historique
Le domaine de la Gibraye est propriété d'André de La Tullaye en 1588, puis de Jean Imbert en 1688.
Le domaine est acquis en 1738 par une famille de tanneurs, les Mérot. Bordé par la Loire, il s'étend alors sur 24 hectares. La demeure, dont les plans sont attribués à Jean-Baptiste Ceineray, est bâtie en 1763 pour Jean-Baptise Mérot, conseiller au parlement de Bretagne. La famille ayant choisi d'émigrer lors de la Révolution, la propriété est confisquée par l'administration du département. Le bâtiment subit des dégradations dans cette période ; le domaine est par la suite rendu aux Mérot, dont les descendants restent propriétaires de la Gibraye jusqu'en 1945. La famille de Lyrot notamment y réside.
Lors de la guerre de 1914-1918, il a servi d'hébergement pour des soldats américains. Lors du second conflit mondial, il a été réquisitionné par l'armée allemande, qui a notamment stocké poudre et munitions dans la chapelle, qui a alors également servi de stand de tir.
Le monument est classé et inscrit au titre des monuments historiques en 1983. À partir de 1986, Bernard Dugast est propriétaire du château.
Le manoir a été endommagé et restauré plusieurs fois. La dernière réhabilitation  a eu lieu en 1992. Bien que privé, le site est accessible lors des Journées du patrimoine. À partir de 2015, la construction d'un immeuble en face de la chapelle du château vient « dénaturer le paysage » du domaine. Les propriétaires dénoncent des manœuvres politiques derrière l'autorisation de la construction.

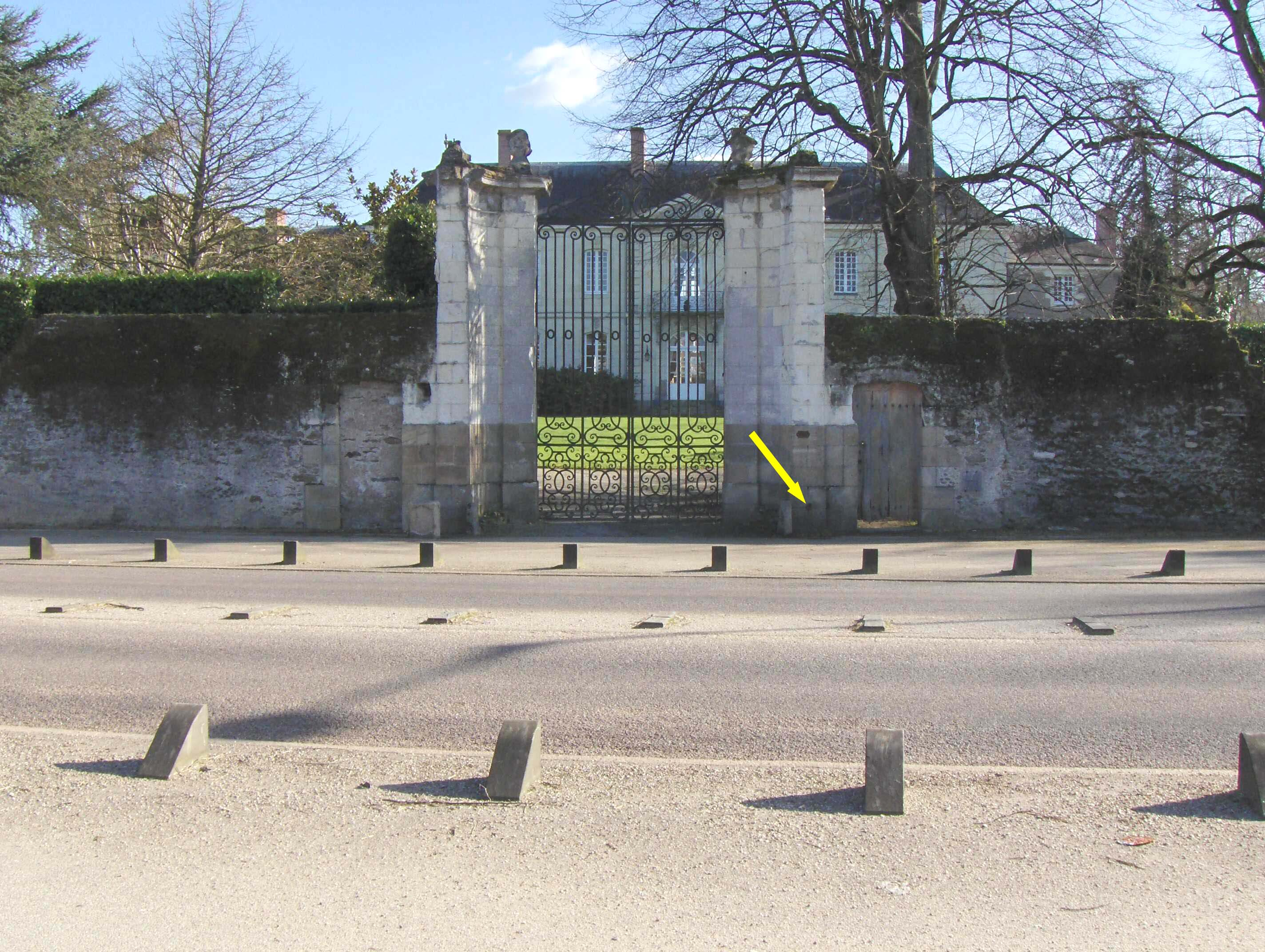
Repère altimétrique de Nantes Métropole